# 徐杰 (1964年)
徐杰（1964年6月—），男，河南项城人，中华人民共和国外交官，曾任中华人民共和国驻布里斯班总领事和中华人民共和国驻佛得角共和国特命全权大使。1991年4月加入中国共产党。

## 生平
1982年，毕业于河南省人民警察学校，进入河南省周口市公安局工作。后进入武汉大学法学院学习，1992年毕业进入中华人民共和国外交部工作。先后在外交部条约法律司、外交部干部司、外交部驻澳门特派员公署任职，期间在武汉大学法学院攻读，获得博士学位。2006年4月，任外交部条约法律司参赞。同年6月，任亚洲—非洲法律协商组织副秘书长，后任驻印度大使馆参赞。2012年7月，任外交部条约法律司副司级参赞。同年12月，挂职海南省三沙市副市长。2015年，结束挂职，任外交部北美大洋洲司参赞。2017年7月，出任中华人民共和国驻布里斯班总领事。2022年3月，自驻布里斯班总领事离任。6月，出任中华人民共和国驻佛得角大使。2024年12月，自驻佛得角大使离任。